# دریاچه خار-اوس
دریاچه خار-اوس (به لاتین: Khar-Us Lake) یک دریاچه در مغولستان است که در استان خاود واقع شده‌است.